# Per una Letònia Humana
Per una Letònia Humana (en letó: Par cilvēcīgu Latviju, PCL), anteriorment conegut com a Qui és el propietari de l'Estat? (Kam pieder valsts?, KPV) és un partit polític populista de dretes de Letònia.

## Història
Format al 2016 per Artuss Kaimiņš, va obtenir un ràpid creixement en popularitat, aconseguint entorn un 7% en intenció de vot i fins al 25% entre la diàspora. El candidat a primer ministre del partit per a les eleccions parlamentàries letones de 2018 va ser l'advocat Aldis Gobzems, centrant-se en un discurs anticorrupció. En aquestes va obtenir finalment un 14.33% dels vots i la segona posició amb 16 escons.
El 4 de febrer de 2019, la junta del partit va votar per expulsar Gobzems del partit, amb Kaimiņš al·legant el dany a la imatge del partit com a principal motiu, mentre que Gobzems va afirmar que va ser expulsat "en interès d'Artuss Kaimiņš". El 6 de febrer de 2019, Gobzems va ser posteriorment expulsat del grup parlamentari de KPV LV. Una setmana més tard, la copresidenta del partit i membre de la junta directiva, Linda Liepiņa, va dimitir a causa de l'unió del KPV LV a una coalició de govern que no recolzava i de les accions recents de Kaimiņš. Després dels darrers esdeveniments a la facció i el seu vot a les eleccions presidencials, també va abandonar el partit i la seva facció parlamentària el 29 de maig. Un dia després, Liepiņa va ser seguida per la diputada Karina Sprūde, que també va abandonar el partit i la seva facció parlamentària. L'antic candidat a la presidència de Letònia, el diputat Didzis Šmits, també va abandonar la principal facció del KPV el 13 de juny.
Com a conseqüència de la sagnia interna, el partit s'enfonsaria en suport electoral, rebent només l'1,12% dels vots a les eleccions anticipades de l'Ajuntament de Riga de 2020. El 12 de desembre de 2020, durant una convenció del partit, els membres del KPV LV van votar per destituir el president Atis Zakatistovs del partit, substituir-lo pel membre de la junta Rolands Millers i canviar el nom del partit a Per una Letònia Humana (Par cilvēcīgu Latviju), malgrat el canvi va ser impugnat i es va arrossegar la situació durant mesos.
El 21 d'abril de 2021, un dels tres ministres del partit del gabinet actual de Kariņš, el ministre d'Economia Jānis Vitenbergs, va abandonar el partit per unir-se a l'Aliança Nacional. L'endemà, la facció parlamentària KPV LV va votar a favor de destituir Vitenbergs del càrrec de ministre d'Economia. Més tard, el mateix dia, es va anunciar que finalment continuaria en el càrrec, després que la facció KPV LV hagués canviat d'opinió i hagués decidit continuar donant suport a Vitenbergs com a Ministre d'Economia. El 12 de maig, els 9 diputats del partit van celebrar una altra votació sobre si forçar la dimissió de Vitenbergs del seu càrrec ministerial, amb quatre diputats votant a favor, quatre en contra i un abstenint-se. Posteriorment, els quatre diputats que van votar en contra de destituir Vitenbergs van abandonar el partit i la facció parlamentària.
En el període previ a les següents eleccions legislatives, el 27 d'abril de 2022 el partit va anunciar la formació de l'aliança Unió per Letònia juntament amb el Partit Socialdemòcrata dels Treballadors de Letònia, tot i que els socialdemòcrates es van retirar més tard i es van unir a la Unió de Verds i Agricultors. Al seu torn, van ser substituïts pel partit d'extrema dreta Unitat del Poder Nacional. La llista Unió per Letònia va rebre només el 0,33% dels vots, perdent tots els seus diputats i el finançament dels partits polítics estatals. A les eleccions europees de 2024 va repetir la fòrmula amb la candidatura Gent. Terra. Estat. amb uns resultats similars.

## Resultats electorals

### Eleccions legislatives
| Any  | Líder          | Resultats                         | Resultats                         | Resultats | Resultats | Pos. | Govern            |
| Any  | Líder          | Vots                              | %                                 | Escons    | +/–       | Pos. | Govern            |
| ---- | -------------- | --------------------------------- | --------------------------------- | --------- | --------- | ---- | ----------------- |
| 2018 | Aldis Gobzems  | 120,264                           | 14.33                             | 16 / 100  | Nou       | 2n   | Coalició          |
| 2022 | Māris Možvillo | Dins la coalició Unió per Letònia | Dins la coalició Unió per Letònia | 0 / 100   | 16        | 17è  | Extraparlamentari |

### Parlament Europeu
| Any  | Líder                | Vots                                 | %                                    | Escons | +/– | Grup |
| ---- | -------------------- | ------------------------------------ | ------------------------------------ | ------ | --- | ---- |
| 2019 | Kaspars Ģirģens      | 4,362                                | 0.93 (#10)                           | 0 / 8  | Nou | –    |
| 2024 | Aleksandrs Kiršteins | Dins la coalició Gent. Terra. Estat. | Dins la coalició Gent. Terra. Estat. | 0 / 9  | =   | –    |